# Soalhães
Soalhães es una freguesia portuguesa del concelho de Marco de Canaveses, con 23,40 km² de superficie y 3.817 habitantes (2001). Su densidad de población es de 163,1 hab/km².